# 比达赖
比达赖（法語：Bidarray，法語發音：[bidaʁaj]）是法国大西洋比利牛斯省的一个市镇，属于巴约讷区。

## 地理
比达赖（43°16'0"N, 1°20'42"W）面积38.2 平方千米，位于法国新阿基坦大区大西洋比利牛斯省，该省份为法国东南部省份，涵盖了贝阿恩与北巴斯克，西临大西洋比斯開灣，北至朗德省，东北接热尔省，东临上比利牛斯省，南与西班牙接壤。
与比达赖接壤的市镇（或旧市镇、城区）包括：伊察苏、卢奥索阿、马凯、奥塞斯、圣艾蒂安-德巴伊戈里、圣马丹达罗萨、巴斯坦。
比达赖的时区为UTC+01:00、UTC+02:00（夏令时）。

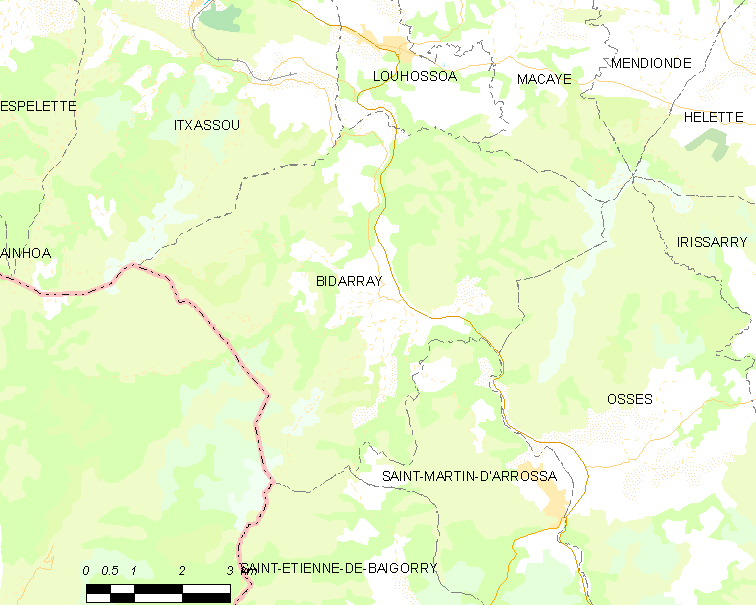
比达赖的OSM定位图

## 行政
比达赖的邮政编码为64780，INSEE市镇编码为64124。

## 政治
比达赖所属的省级选区为巴斯克山地县。

## 人口

1962-2008年间比达赖人口变化图示

比达赖于2022年1月1日时的人口数量为675人。